# Liste von Burgen und Schlössern in Luxemburg

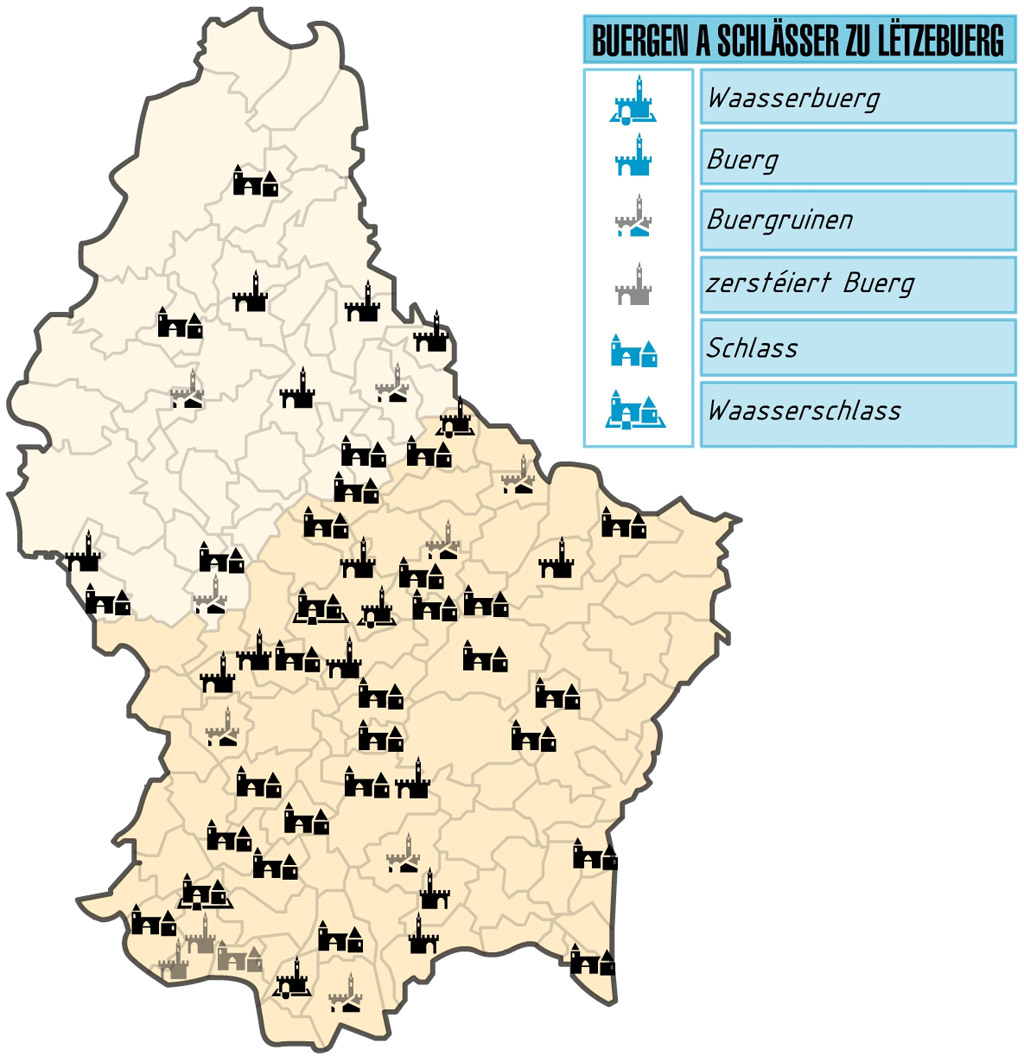
Orintierungskarte

Diese Liste führt Burgen und Schlösser im Großherzogtum Luxemburg auf.
Auf dem Gebiet des heutigen Großherzogtums Luxemburg, als ein Kerngebiet Europas, befindet sich eine Vielzahl von Schlössern und Burgen oder deren Überreste. Diese zum Teil auf eine 1000-jährige oder gar längere Geschichte zurückblickenden Bauten, aus der Zeit vom Beginn des Frühmittelalters bis in die Neuzeit, waren Schauplatz historischer Ereignisse und Wirkungsstätte bekannter Persönlichkeiten und sind häufig noch heute eindrucksvolle Anlagen.

## Erläuterung zur Liste
- Die Liste ist im Originalzustand nach dem Name des Bauwerkes sortiert. Bauwerke ohne eigenen Artikel sind als Rotlink sichtbar. Im Allgemeinen finden sich dann Hinweise in den Ortsartikeln.
- Ort: Zeigt an, in welcher Gemeinde das Bauwerk steht oder stand bzw. in welcher Gemarkung es liegt.
- Entstehungszeit: Zeigt (falls bekannt) das Baujahr an. Für Burgen sind meist nur urkundliche Ersterwähnungen oder Datierungen nach Baustil in bestimmte Zeitepochen möglich.
- Erhaltungszustand und heutige Nutzung: Beschreibt den heutigen Ist-Zustand des Gebäudes, als „abgegangen“ wird eine Burg bezeichnet, wenn keine Reste mehr vorhanden sind – Burgstall, wenn keine oberirdischen Reste mehr vorhanden sind. Es ist vermerkt, wenn das Gebäude in Privatbesitz ist bzw. nicht zugänglich.
- Bild: Zeigt, wenn möglich, ein zutreffendes Foto, Bild oder Zeichnung des Bauwerkes, der Ruine oder des Burgstalles an. Oft sind auch nur noch Nachfolgebauten zu dokumentieren.
- Diese Liste ist sortierbar: durch Anklicken eines Spaltenkopfes wird die Liste nach dieser Spalte sortiert, zweimaliges Anklicken kehrt die Sortierung um. Durch das Anklicken zweier Spalten hintereinander lässt sich jede gewünschte Kombination erzielen.

## Liste
| Name | Ort                                | Entstehungszeit                      | Erhaltungszustand und heutige Nutzung | Bild        |
| --- | ---------------------------------- | ------------------------------------ | --- | ----------- |
| Burg Ansemburg                                                                                                  | Helperknapp-Ansemburg              | 1135                                 | In Privatbesitz der Marchant d’Ansembourg, Teil des Tals der sieben Schlösser |             |
| Schloss Ansemburg                                                                                               | Helperknapp-Ansemburg              | 1639                                 | Renaissanceschloss, Privatbesitz: seit 1986 Eigentum der japanischen Religionsgemeinschaft Sukyo Mahikari und nicht zu besichtigen, restauriert. Die Barockgärten sind öffentlich zugänglich. Teil des Tals der sieben Schlösser |             |
| Schloss Aspelt                                                                                                  | Frisingen-Aspelt                   | 1590                                 | Momentan in Restaurierung. | mehr Bilder |
| Schloss Bartreng (Schloss de Colnet d'Huart, Schloss Bartringen)                                                | Bartringen                         | 1785                                 | Erbaut für Baron Jacques Philippe Joseph d'Huart (1745–1816), 1948 ans Rote Kreuz, Kindertagestätte u. a. | mehr Bilder |
| Burgruine Befort                                                                                                | Befort                             | 11. Jahrhundert                      | Ruine, öffentlich zugänglich |             |
| Schloss Befort                                                                                                  | Befort                             | 1640er Jahre (1649)                  | Schloss im einfachen Renaissancestil mit Burgenelementen | mehr Bilder |
| Schloss Beggen (Schloss Metz)                                                                                   | Luxemburg-Beggen                   | 1895                                 | Russische Botschaft in Luxemburg | mehr Bilder |
| Schloss Berg | Colmar-Berg                        | 1911                                 | Hauptresidenz des Großherzogs von Luxemburg |             |
| Schloss Berwart (Berwarter Schloss, Berwarts Schloss)                                                           | Esch an der Alzette                | 1280 um                              | Abgegangenes Schloss, Burg 1558 zerstört, 1621 neu erbaut, 1763 als Schlossneubau, 1794 zerstört, umgebaut als Industriegelände genutzt, 1954 abgerissen; nur der Hauptturm des Wirtschaftshofes steht noch als markanter Punkt eines neuen Verwaltungsgebäudes | mehr Bilder |
| Schloss Bettingen (Bettinger Schloss)                                                                           | Dippach-Bettingen-Mess             | 1753                                 | Direktionssitz einer Elternvereinigung intellektuell beinträchtigter Kinder (Association des parents d'enfants mentalement handicapés (APEMH)) | mehr Bilder |
| Schloss Bettemburg                                                                                              | Bettemburg                         | 1733                                 | Sitz der Gemeindeverwaltung | mehr Bilder |
| Schloss Bettendorf                                                                                              | Bettendorf                         | 1728                                 | In Privatbesitz, nicht zugänglich | mehr Bilder |
| Schloss Betzdorf                                                                                                | Betzdorf                           | 17. Jahrhundert                      | Im Besitz der SES S.A., nicht zugänglich |             |
| Schloss Birtringen                                                                                              | Schieren-Birtringen                | 13. Jahrhundert                      | In Privatbesitz |             |
| Schloss Born | Rosport-Mompach-Born               | 18. Jahrhundert                      | In Privatbesitz |             |
| Schloss Bourglinster                                                                                            | Junglinster-Burglinster            | 11. Jahrhundert                      | Hotel und Konferenzzenter |             |
| Burg Bourscheid                                                                                                 | Burscheid                          | 1095                                 | Teilweise restauriert, öffentlich zugänglich |             |
| Burg Brandenbourg (Brandenburg, Braneburg)                                                                      | Tandel-Brandenburg                 | 13. Jahrhundert                      | Ruine einer Höhenburg (mit großem, runden Artillerieturm, die Zwingermauer mit vier Schalentürmen), tw. renoviert, zugänglich |             |
| Schloss Clerf (Schloss Clervaux)                                                                                | Clerf                              | 12. Jahrhundert                      | Komplett restauriert, öffentlich zugänglich |             |
| Schloss Colpach (Schloss Kolpach, Schloss Kolpech)                                                              | Ell-Niederkolpach                  | 18. Jahrhundert                      | Das Schloss Kolpach geht auf Eine Burg zu Beginn des 14. Jahrhunderts zurück, bis 1747 in Schlossbau umgewandelt; im 19. Jahrhundert Wohnsitz des Malers Mihály von Munkácsy; heute Rehabilitierungszentrum des Roten Kreuzes. | mehr Bilder |
| De Roebé-Schloss                                                                                                | Fels                               | 1725                                 | Für Ernst-Peter Schramm von der Fels erbaut; nach dem Saarbrücker Hubert Victor (vermutlich Herbert Viktor) von Röbe benannt; seit 2007 Rathaus | mehr Bilder |
| Schloss Differdingen                                                                                            | Differdingen                       | 1577                                 | Zweigstelle der Miami University |             |
| Schloss Dommeldingen                                                                                            | Luxemburg-Dommeldingen             | 17. Jahrhundert                      | Chinesische Botschaft | mehr Bilder |
| Schloss Dondelingen (Schloss Dondel, Château Dondelange, Château Dandel)                                        | Kehlen (Luxemburg)-Dondelingen     | 17. Jahrhundert                      | Aus Herrenhof „Wulfgesvogtei“ hervorgegangenes schlossgleiches Herrenhaus in U-Form, Eck- und Treppenturm an der inneren Nordostecke, 1970er/80er Jahre Hotel, heute: Privatbesitz, Appartments | mehr Bilder |
| Burg Düdelingen                                                                                                 | Mont St. Jean in Düdelingen        | 15. Jahrhundert                      | Ruine | mehr Bilder |
| Schloss Erpeldingen                                                                                             | Erpeldingen                        | 1630                                 | Sitz der Gemeindeverwaltung |             |
| Burg Esch-Sauer                                                                                                 | Esch-Sauer                         | 13. Jahrhundert                      | Ruine, öffentlich zugänglich |             |
| Burg Fels | Fels                               | 11. Jahrhundert                      | Im Sommer öffentlich zugänglich |             |
| Fockeschloss (Fock’sches Schloss, Nassauer Schloss)                                                             | Koerich                            | 13. Jahrhundert                      | Nicht mehr erhalten, ursprünglich eine Burg (Burg Schillbach, Schellentrisch oder Schillwet) |             |
| Schloss Fischbach                                                                                               | Fischbach                          | 17. Jahrhundert                      | Nebenresidenz des Großherzogs von Luxemburg | mehr Bilder |
| Großherzogliches Palais                                                                                         | Luxemburg                          | 1572                                 | Großherzogliches Palais |             |
| Schloss Heisdorf                                                                                                | Steinsel-Heisdorf                  | 19. Jahrhundert                      | Altenheim |             |
| Heringerburg | Waldbillig                         | 1393                                 | Ruine, öffentlich zugänglich |             |
| Burg Hesperingen                                                                                                | Hesperingen                        | 13. Jahrhundert                      | Ruine, in Privatbesitz, nicht zugänglich | mehr Bilder |
| Burg Hollenfels                                                                                                 | Helperknapp-Hollenfels             | 11. Jahrhundert                      | Jugendherberge, Standort für Jugendfreizeitangebote; Teil des Tals der sieben Schlösser |             |
| Schloss Irminenhof (Altes Schloss)                                                                              | Rosport-Mompach-Rosport            | 1874                                 | Ursprünglicher Verwaltungssitz des Klosters St. Irminen in Trier der Herrschaft Rosport, 1797 enteignet und in Privatbesitz, 1839 kam der walisische Agronom John James Tudor aufs Gut und heiratete später in die Besitzerfamilie Loser ein. 1874 und 1892 als Herrenhaus ausgebaut, 1890 mit englischem Landschaftspark erweitert. Bis 1935 von der Familie Tudor bewohnt. Erhalten. |             |
| Schloss Kockelscheuer                                                                                           | Roeser-Kockelscheuer               | 19. Jahrhundert                      | Schloss (drei größere herrenhausartige Komplexe) mit großem Park, Teichanlagen und Wald; nicht öffentlich zugänglich | mehr Bilder |
| Schloss Koerich                                                                                                 | Koerich                            | 13. Jahrhundert                      | Ruine, öffentlich zugänglich. Teil des Tals der sieben Schlösser |             |
| Schloss Küntzig (Château de Clemency, Schloss Kënzeg)                                                           | Käerjeng-Küntzig                   | 1651 bis 1665                        | Einfacher, kleiner Schlossbau mit Eckturm erbaut für Johann Ferdinand von Blanchard aus den Steinresten einer abgegangenen nahen Burg (erwähnt im 14. Jahrhundert). 1715 bis 1725 mehrere Umbauten im barocken Stil. |             |
| Schloss La Fontaine (Schloss Mansfeld, Palais Mansfeld)                                                         | Luxemburg-Clausen                  | 1563                                 | Für Graf Peter Ernst I. von Mansfeld-Vorderort, spanischer Statthalter in Luxemburg, als Gouverneurssitz errichtet. Schon 1684 wieder zerstört. Überreste und Park erhalten. | mehr Bilder |
| Schloss Lauterborn (Lauterborner Schloss)                                                                       | Echternach-Lauterborn              | 1744                                 | Erbaut für Abt Michel Horman als Residenz, erhaltener Herrschaftssitz der Reichsabtei Echternach, heute Privatbesitz | mehr Bilder |
| Burg Lucilinburhuc                                                                                              | Luxemburg                          | 963                                  | In Teilen erhalten |             |
| Schloss Mamer (Mamer Schloss)                                                                                   | Mamer                              | 1830                                 | Erbaut auf den Ruinen einer Burg des 10. Jahrhunderts, 1798 das Land an Thierry de Bastogne, 1830 für Frederic François erbaut, 1995 in den Besitz der Gemeindeverwaltung, seit 2002 Sitz der Kommunalverwaltung | mehr Bilder |
| Schloss Mersch                                                                                                  | Mersch                             | 16. Jahrhundert                      | Sitz der Gemeindeverwaltung, Besichtigung möglich. Teil des Tals der sieben Schlösser | mehr Bilder |
| Schloss Meysemburg                                                                                              | Fels-Meysemburg                    | 1880                                 | In Privatbesitz, nicht zugänglich | mehr Bilder |
| Schloss Möstroff (Schloss Moestroff)                                                                            | Bettendorf-Möstroff                | Mitte des 13. Jahrhunderts           | Erbaut von den Herren von Moestroff, 1433 und im 16. Jahrhundert jeweils neu erbaut, 1753 erweitert, 1920 an den preußischen Adligen Gustav von Puttkamer, 1934 erwarb der ehemalige Diplomat Graf Alfred von Oberndorff das Schloss, 1945 schwer beschädigt, später wiederaufgebaut, erhalten. (s. auch Liste der Kulturdenkmale in Bettendorf (Luxemburg)#Moestroff)                 |             |
| Schloss Munsbach                                                                                                | Munsbach                           | 1775                                 | Im Besitz eines privaten Weiterbildungszentrums | mehr Bilder |
| Burg Pettingen                                                                                                  | Pettingen                          | 16. Jahrhundert                      | Ruine, öffentlich zugänglich | mehr Bilder |
| Burg Reckingen                                                                                                  | Mersch-Reckingen                   | um 1150                              | Turmburg der Herren von Reckingen, 1533 an die Herren von Fock zu Hübingen, 1870 nach wechselndem Besitz abgebrochen, Turmstumpf Teil eines Hofes |             |
| Schloss Rosport (Tudor Schloss)                                                                                 | Rosport-Mompach-Rosport            | 1892                                 | Schloss für Henri Owen Tudor (1859–1928), Henri-Tudor-Museum, heute Rathaus, öffentlich zugänglich |             |
| Schloss Sassenheim (Schloss Sanem)                                                                              | Sassenheim                         | 1557                                 | War bis 2015 Sitz des Centre Virtuel de la Connaissance sur l’Europe, heute Teil der Universität Luxemburg | mehr Bilder |
| Schloss Schauwenburg                                                                                            | Bartringen                         | 16. Jahrhundert                      | Sitz der Gemeindeverwaltung |             |
| Schloss Schengen                                                                                                | Schengen                           | 19. Jahrhundert                      | Hotel |             |
| Schloss Schönfels                                                                                               | Mersch -Schönfels                  | 17. Jahrhundert                      | Außenanlagen öffentlich zugänglich; Teil des Tals der sieben Schlösser. | mehr Bilder |
| Schürelser Schloss (Schloss Schorels, Schorelzer Schloss, Burg Scoreweltz, Schieferschloss, Burgruine Rambruch) | Rambruch-Escheid                   | 13. Jahrhundert                      | Burgruine des 13. Jahrhunderts auf dem Schuerelser Knupp - einem kleinen von zwei Bächen umflossenen Hügel. | mehr Bilder |
| Schüttburg | Kautenbach                         | 1830                                 | In Privatbesitz, nicht zugänglich. | mehr Bilder |
| Schloss Senningen                                                                                               | Niederanven-Senningen              | 1750                                 | Konferenzzentrum der Regierung. |             |
| Burg Siebenbrunnen                                                                                              | Habscht-Simmern                    | 13. Jahrhundert                      | In Privatbesitz, nicht zugänglich; Teil des Tals der sieben Schlösser. | mehr Bilder |
| Schloss Siebenbrunnen                                                                                           | Luxemburg-Siebenbrunnen            | 1775                                 | Empfangszentrum der Firma Villeroy & Boch | mehr Bilder |
| Schloss Stadtbredimus                                                                                           | Stadtbredimus                      | 1724                                 | Sitz der Winzergenossenschaft Vinsmoselle | mehr Bilder |
| Schloss Steinborn (Steinborner Schloss, Schloss Heffingen)                                                      | Heffingen                          | 14. Jahrhundert                      | Nach 1347 errichteter Bau für Herren von Fels; vor 1739 abgebrannt; Neubau - erhalten | mehr Bilder |
| Schloss Stolzemburg                                                                                             | Stolzemburg                        | 1898                                 | In Privatbesitz, nicht zugänglich |             |
| Turelbaacher Schloss (Château de Turelbaach)                                                                    | Grosbous-Wahl, Ortsteil Turelbaach | 20. Jahrhundert                      | In Privatbesitz, nicht direkt zugänglich (kein historisches Schloss) | mehr Bilder |
| Schloss Urspelt                                                                                                 | Clerf-Urspelt                      | 1860                                 | Hotel |             |
| Burg Useldingen                                                                                                 | Useldingen                         | 12. Jahrhundert                      | Ruine, öffentlich zugänglich |             |
| Burg Vianden | Vianden                            | Zwischen dem 11. und 14. Jahrhundert | Komplett restauriert |             |
| Schloss Walferdingen                                                                                            | Walferdingen                       | 1824                                 | Sitz EduPôle | mehr Bilder |
| Schloss Weiler (auch: Weiler-la-Tour, Weiler-zum-Turm)                                                          | Weiler zum Turm                    | 1750                                 | Erbaut für Philipp-Jacques de Martiny, 1944 ausgebrannt, ab 1945 Wiederaufbau, komplett restauriert; heute Bauernhof. Der bekannte alleinstehende Turm war einst einer der Wachtürme des Erstbaus. | mehr Bilder |
| Schloss Wiltz                                                                                                   | Wiltz                              | 1727                                 | Schule |             |
| Schloss Wintringen                                                                                              | Schengen-Wintringen                | 1610                                 | In Privatbesitz, nicht zugänglich |             |